# Südliche Neustadt (Halle)

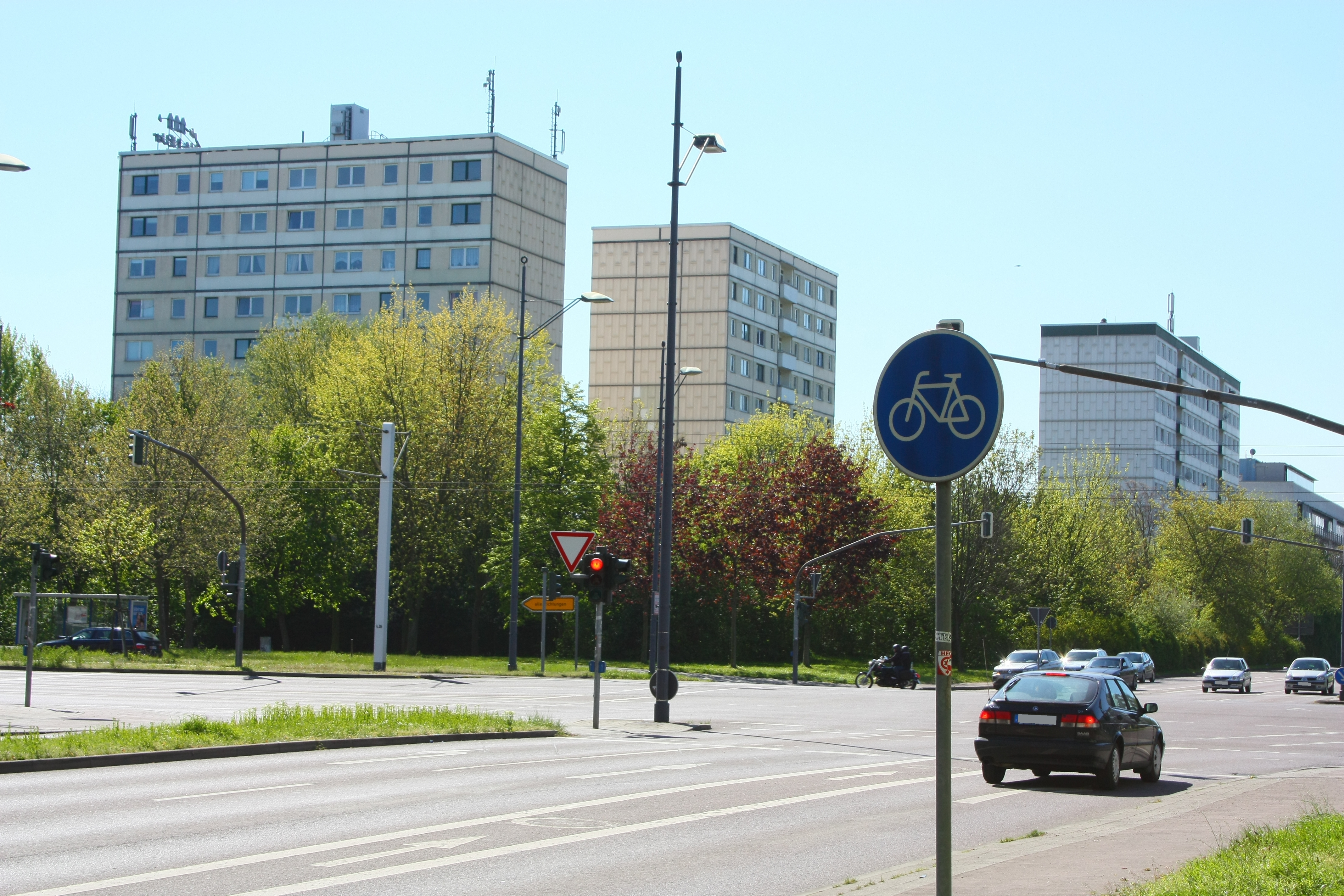
Blöcke in der Südlichen Neustadt An der Magistrale

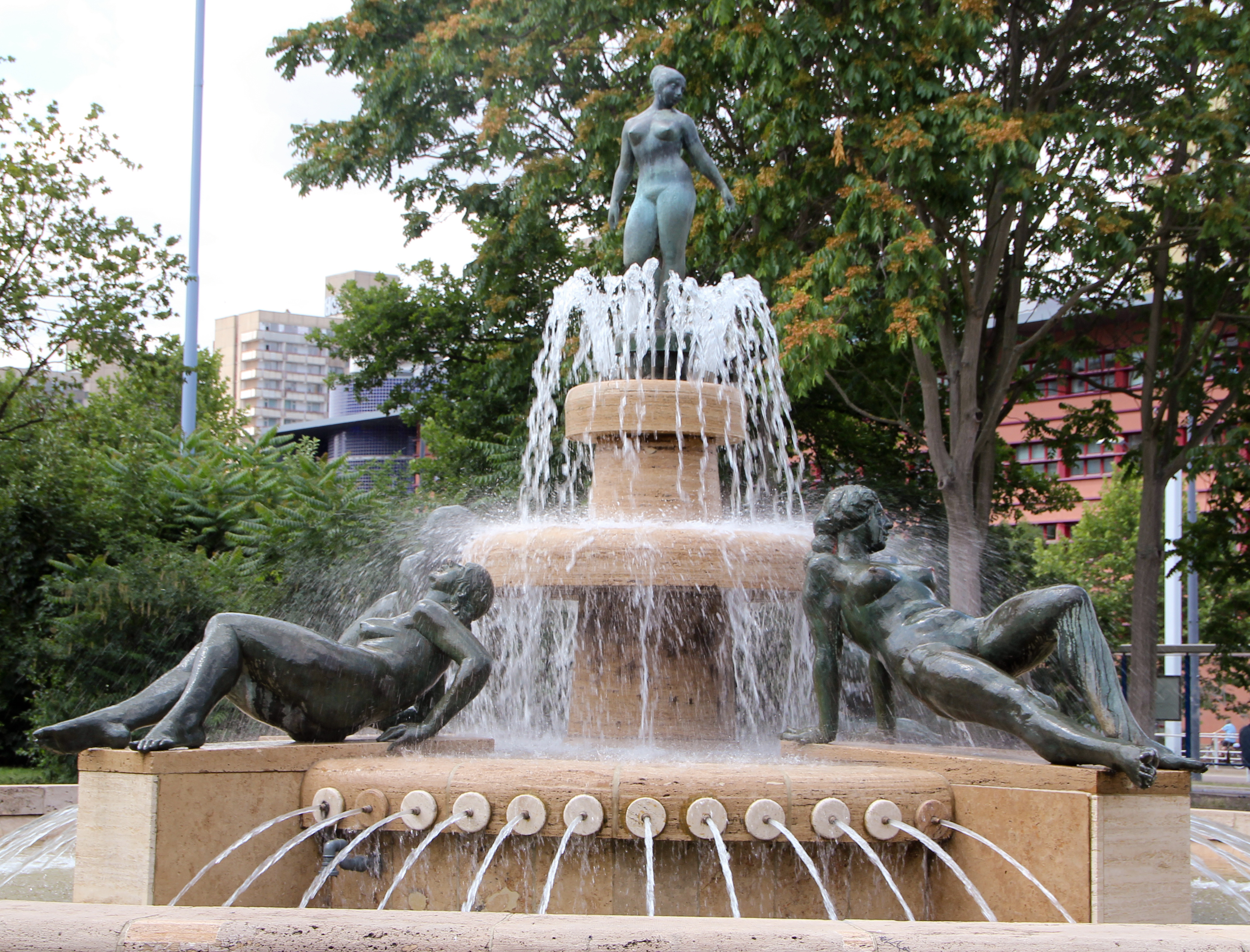
Frauenbrunnen von Gerhard Lichtenfeld

Die Südliche Neustadt ist ein Stadtviertel des Stadtteils Neustadt, Stadtbezirk West, von Halle (Saale). Am 31. Dezember 2020 hatte es 15.146 Einwohner.

## Lage
Die Südliche Neustadt grenzt im Norden an die Nördliche Neustadt, im Osten an den Stadtteil Saaleaue und im Westen an das Gewerbegebiet Neustadt, sowie an die Westliche Neustadt. Die Grenze des Stadtviertels verläuft im Südosten über einen Deich entlang der B80, im Norden über die Nordfahrbahn der Magistrale und im Westen entlang der S-Bahn-Strecke (Zollrain).
Da das Stadtviertel im ehemaligen Überschwemmungsgebiet der Saale liegt, wurde bereits 1935 der Passendorfer Damm aufgeschüttet, der entlang der Bundesstraße 80 verläuft.
Zu einem großen Teil befindet sich die Südliche Neustadt auf dem Gebiet des ehemaligen Dorfes Passendorf. Große Teile des Dorfes wurden für den Bau der Neustadt abgerissen. Nur noch wenige Häuser unweit der Passendorfer Kirche und des Passendorfer Schlösschens im Bereich des Schulplatzes sowie der Kamm- und Teichstraße sind erhalten geblieben.

## Infrastruktur
Im Nordosten, direkt an der B80 und der Magistrale, liegt das Saale-Center, ein Einkaufszentrum auf zwei Etagen und mit Tiefgarage. Am Zollrain befindet sich ein großer Kaufland-Markt.
Das Stadtviertel weist vier Grundschulen, eine Gemeinschaftsschule, ein Gymnasium, drei Förderschulen sowie zehn Kindereinrichtungen auf.
Ein Ausflugsziel ist der Südpark, der vom Kirchteich und von der B80 umschlossen wird.
Mit dem S-Bahnhof „Zscherbener Straße“ hat das Viertel Anschluss an die S-Bahn Mitteldeutschland.

## Geschichte

### Passendorf vor der Eingemeindung nach Halle (Saale)
Passendorf wurde in einer Schenkungsurkunde des Bischofs Werner von Merseburg im Jahr 1091 erstmals urkundlich erwähnt. Der Ort gehörte bis 1815 zum hochstiftlich-merseburgischen Amt Lauchstädt, das seit 1561 unter kursächsischer Hoheit stand und zwischen 1656/57 und 1738 zum Sekundogenitur-Fürstentum Sachsen-Merseburg gehörte.
Das Dorf war der nördlichste Ort des Amts Lauchstädt. Im Westen grenzte der Ort an die Grafschaft Mansfeld, im Norden und Osten an den Saalkreis, der unter der Hoheit des Erzstifts Magdeburg stand. Die Saale markierte im Osten die natürliche Grenze zum Saalkreis.
Nachdem die nahe gelegene Stadt Halle und der Saalkreis im Jahr 1680 zum Herzogtum Magdeburg unter kurfürstlich brandenburgische bzw. im Jahr 1701 unter preußische Herrschaft kamen, gewann Passendorf als Grenzort gegenüber Halle an Bedeutung. Als Schankort war das kursächsische Passendorf ein beliebtes Ziel für die Bürger und Studenten aus dem preußischen Halle. Im Ort trafen sich verbotene und verfolgte Studentenverbindungen zu ihren Versammlungen. Nach seiner Vertreibung aus der halleschen Universität hielt sich der Gelehrte Christian Wolff kurze Zeit in Passendorf auf. Nach dem Verbot des Theaterspiels in Halle erhielt Passendorf im Jahr 1772 Aufschwung als Theaterdorf am Rand von Halle, jenseits der Landesgrenze von Preußen.
Durch die Beschlüsse des Wiener Kongresses kam Passendorf im Jahr 1815 zu Preußen und wurde 1816 dem Kreis Merseburg im Regierungsbezirk Merseburg der Provinz Sachsen zugeteilt, zu dem er bis 1950 gehörte. Um 1900 zählte Passendorf 1372 Einwohner, der Gutsbezirk Passendorf 38 Personen. Aufgrund der rasant wachsenden Bevölkerung im Raum Halle bestand bereits um 1900 die Notwendigkeit der Erschließung neuen Wohnraums.
Die ersten Pläne der Bebauung der Fläche westlich der Altstadt von Halle gab es bereits Anfang des 20. Jahrhunderts und in den 1920er Jahren, da die Altstadt von Halle aufgrund der Einengung zwischen Saale im Westen und Bahngleisen im Osten wenig Erweiterungsmöglichkeit bot. Sie wurden jedoch damals noch nicht umgesetzt, da das Gebiet im natürlichen Überflutungsbereich der Saale liegt. Erst durch den Bau des Passendorfer und Gimritzer Damms in den 1930er Jahren konnte die Überflutung des bebauten Bereichs am westlichen Saaleufer verhindert werden.

### Passendorf als Stadtteil von Halle (Saale)

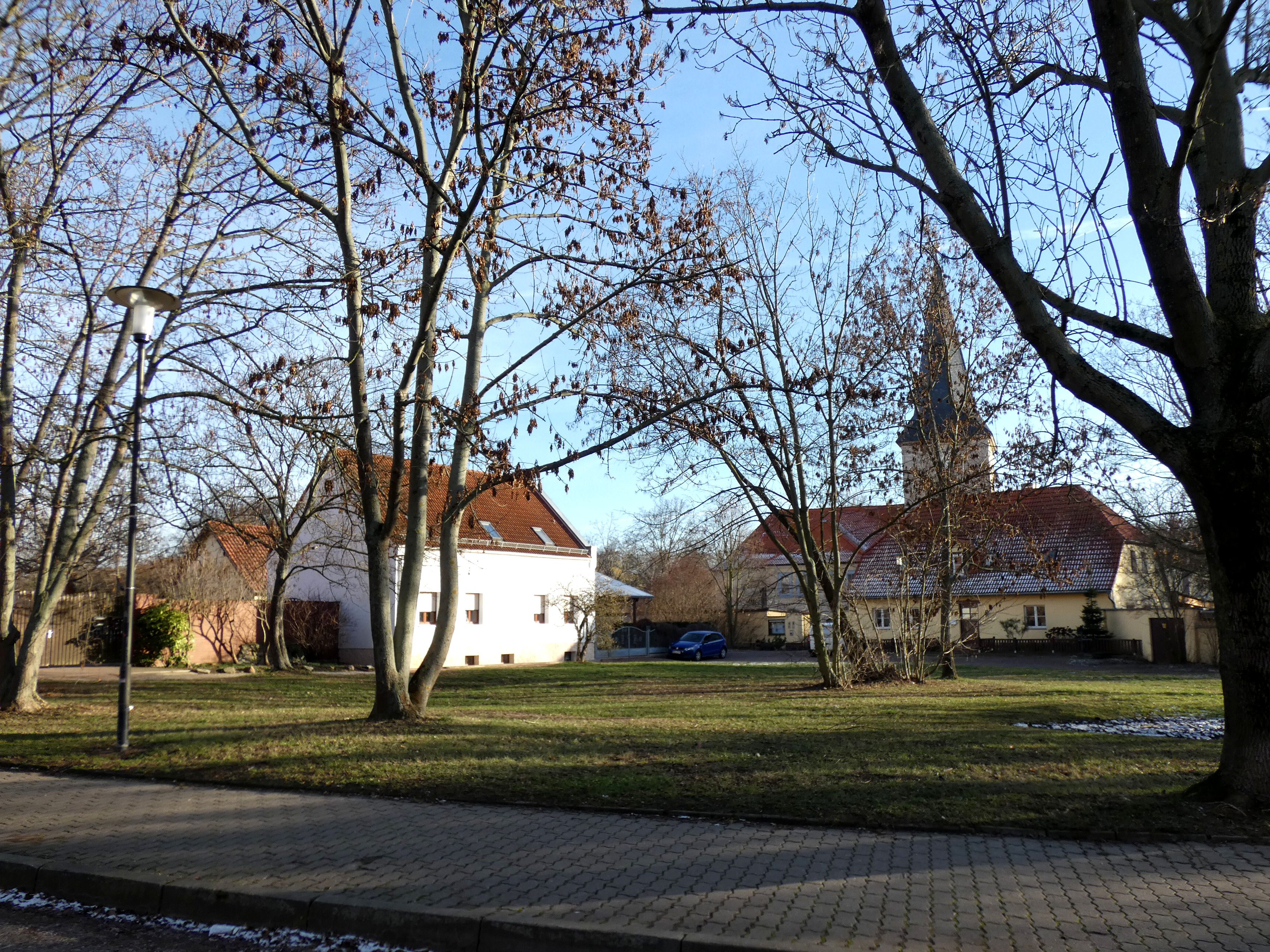
Schulplatz mit der alten Schule und der Kirche

Bei der Kreisreform in der DDR wurde Passendorf am 1. Juli 1950 in die Stadt Halle (Saale) eingemeindet. Seitdem gehörte der Ort zum Stadtbezirk Halle-West.
Im Jahr 1958 wurde auf einer Konferenz des Zentralkomitees der SED zum Thema „Chemieprogramm der DDR“ das Thema der Bebauung des Gebiets westlich von Halle (Saale) wieder aufgegriffen. Die Konferenz beschloss die Ansiedlung von Arbeitskräften in der Nähe der Chemiestandorte der Buna-Werke in Schkopau und der Leunawerke in Leuna. Zwischen 1959 und 1963 wurden dafür 19 Standorte geprüft. Die Wahl des SED-Politbüros fiel im Jahr 1963 auf das Gebiet zwischen der Altstadt von Halle, Nietleben und Passendorf, da in der Gegend genügend freies Ackerland zur Verfügung stand und man sich von den dort vorhandenen Südwestwinden die wenigste Luftverschmutzung für das neue Wohngebiet erhoffte.
Bereits am 13. Dezember 1963 begann mit der tiefenbaulichen Erschließung des späteren Wohnkomplexes I und des Plattenbauwerks der Aufbau von Halle-Neustadt. Das Plattenbauwerk, das die Betonteile für die geplanten Wohneinheiten fertigte, eröffnete am 1. Februar 1964.

### Passendorf als Teil von Halle-Neustadt

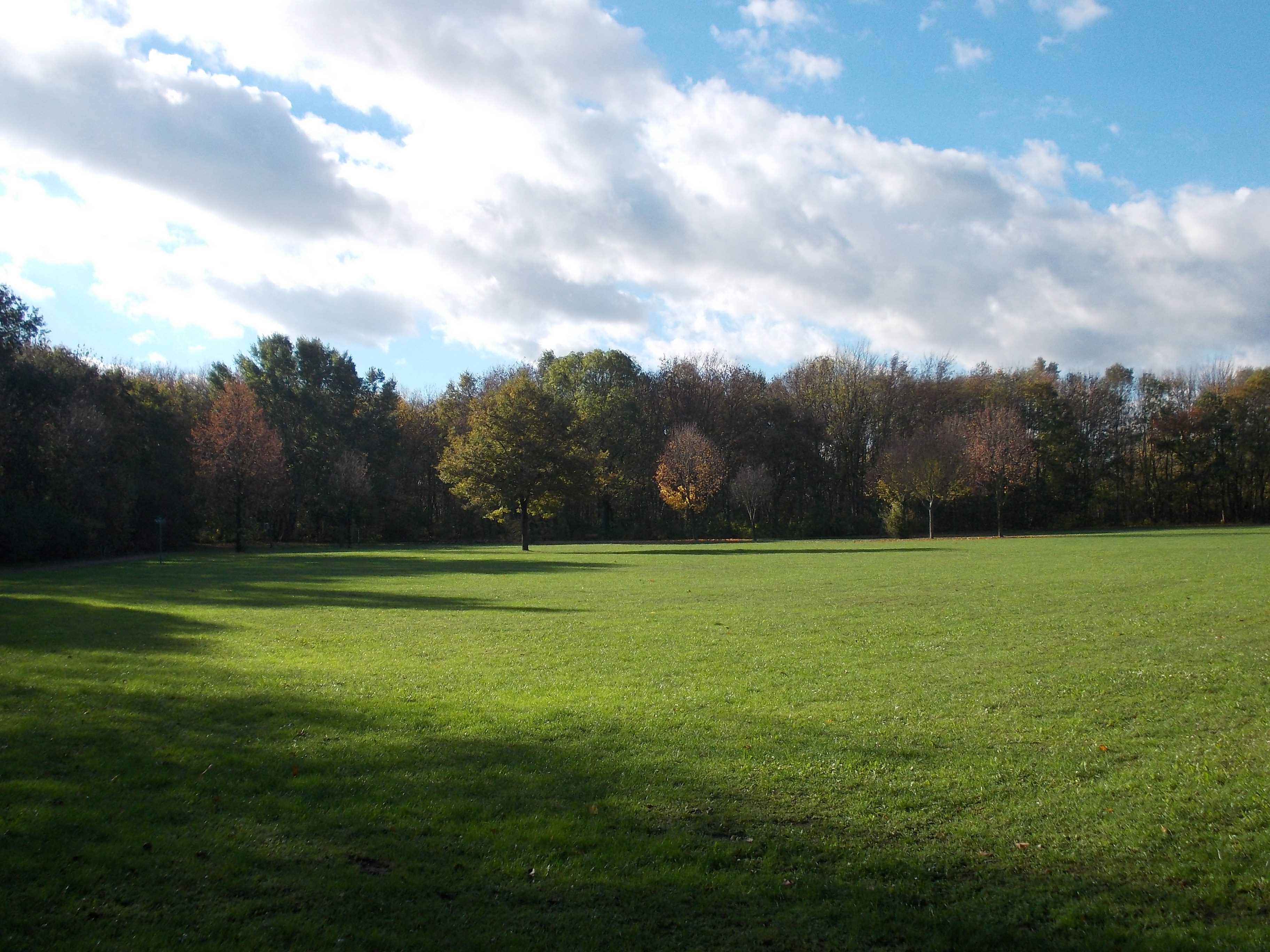
Im Südpark

Die Grundsteinlegung von Halle-Neustadt erfolgte am 15. Juli 1964. Die neue Stadt wurde am Rande der Saaleaue zwischen dem Ort Zscherben und den halleschen Ortsteilen Passendorf und Nietleben platziert, wobei Passendorf größtenteils abgerissen wurde. Der alte Ortskern von Passendorf befand sich östlich des heutigen S-Bahnhofs „Zscherbener Straße“ im Bereich von Kamm- und Teichstraße. Das nördlich gelegene „Neue Dorf“ musste ebenso wie das südlich gelegene Unterdorf und das westlich jenseits der S-Bahntrasse gelegene Oberdorf den Plattenbauten weichen. Mit der Errichtung des Wohngebietes Südpark wurde das Gebiet um die Kamm- und Teichstraße zu einer Art dörflichen Oase im sonst von Hochhäusern geprägten Stadtbild.
In der Folgezeit entstanden in Halle-Neustadt Wohnungen für 39.000 Einwohner (Stand: 1970). Am 12. Mai 1967 wurde die neue Siedlung vom Stadtteil Halle-West zur Stadt Halle-Neustadt erklärt und das Gebiet formell aus dem Stadtgebiet von Halle herausgelöst. Nach einer Abstimmung anlässlich der Kommunalwahl am 6. Mai 1990 wurde Halle-Neustadt mit der Stadt Halle vereinigt. Seither ist das ehemalige Stadtgebiet der Stadtteil Neustadt innerhalb des Stadtbezirks West der Stadt Halle mit den vier Stadtvierteln Nördliche Neustadt, Südliche Neustadt, Westliche Neustadt und Gewerbegebiet Neustadt. Die alte Ortslage von Passendorf gehört seitdem zum Stadtviertel Südliche Neustadt.

## Zeugen des alten Passendorfs in Halle-Neustadt

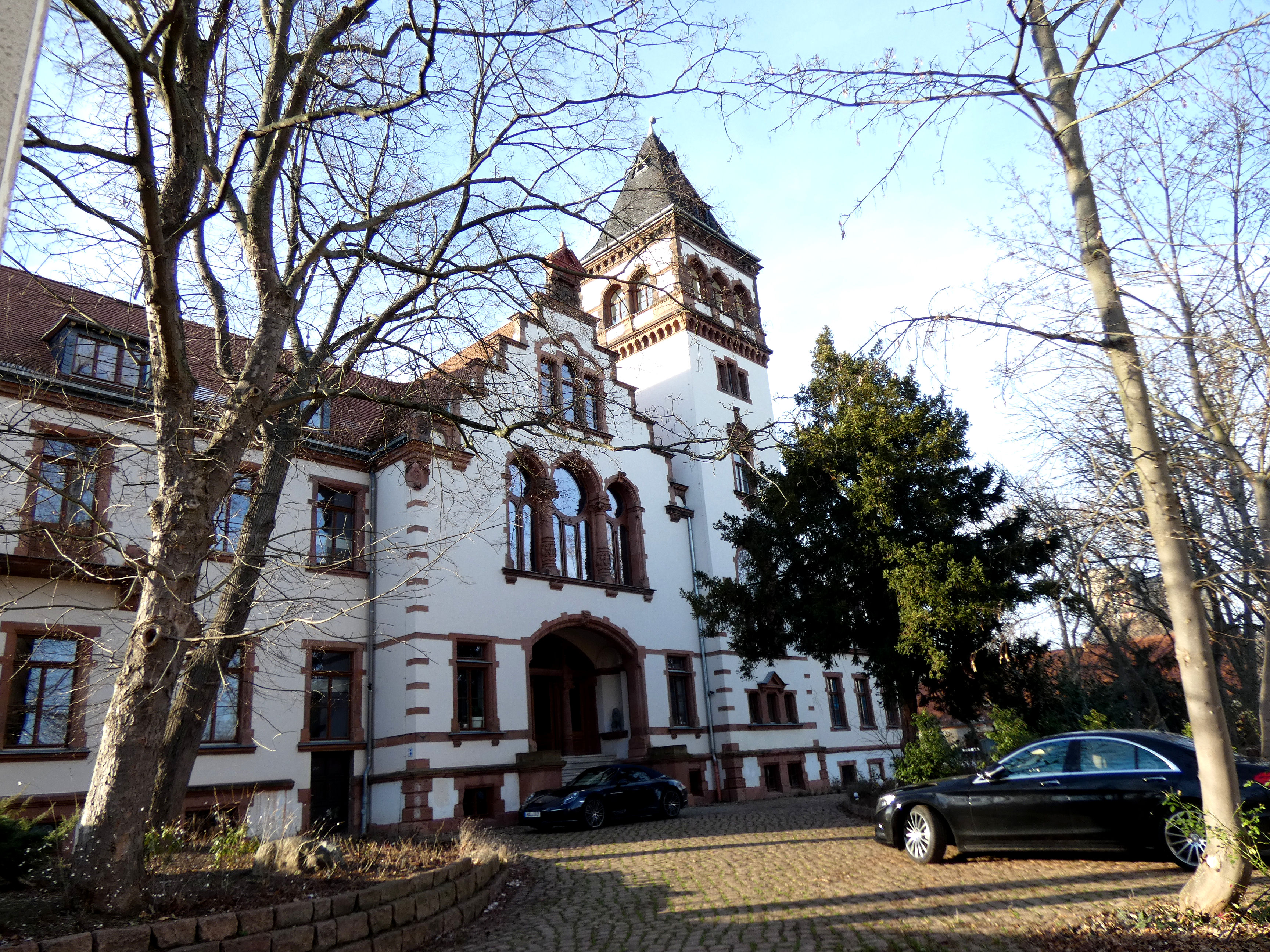
Passendorfer Schlösschen

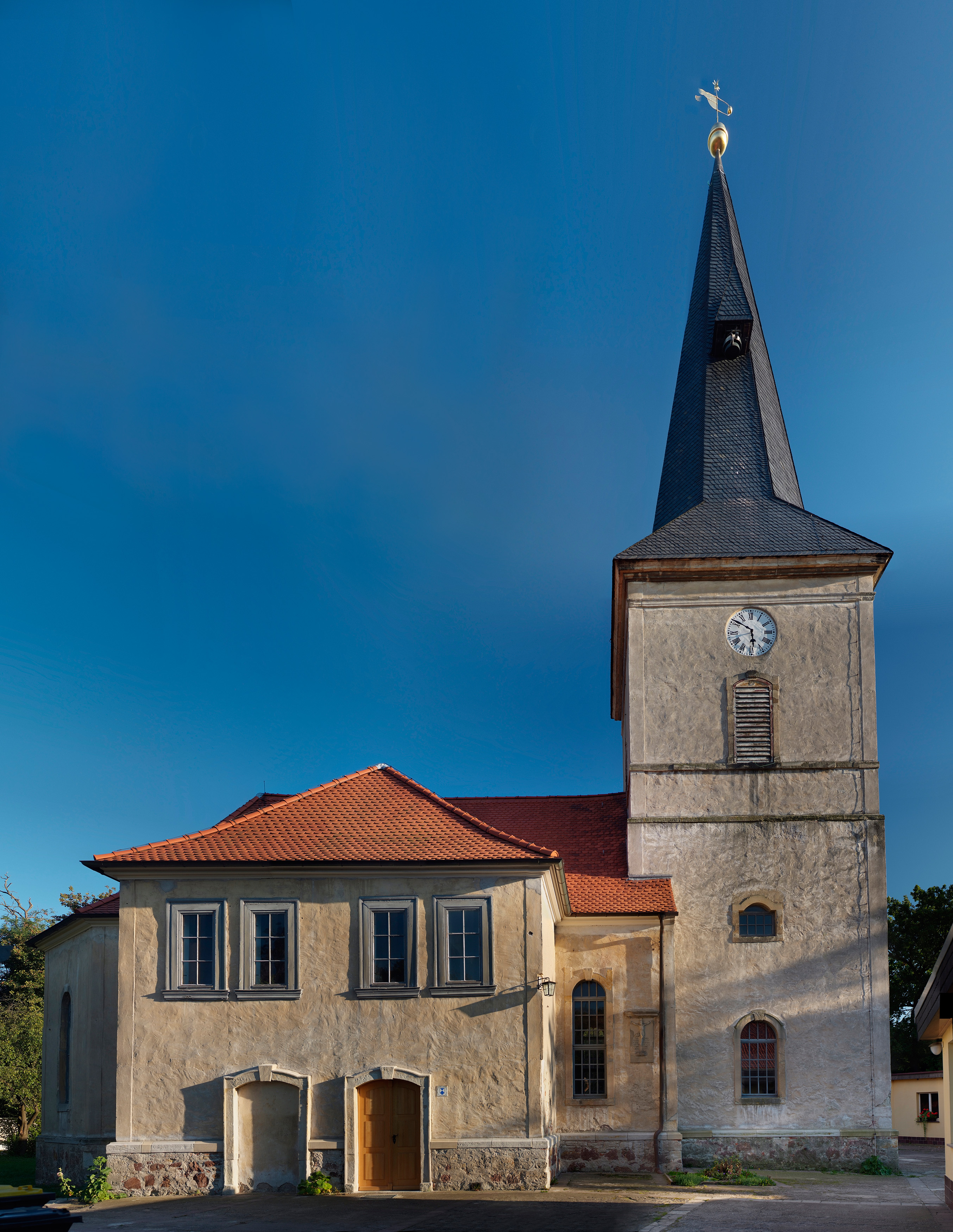
Passendorfer Kirche

Dörfliche Reste des alten Passendorfs haben sich entlang der Kamm- und Teichstraße erhalten. Darunter befinden sich auch das Passendorfer Gut und die Passendorfer Kirche:
Platz Drei Lilien
Am „Platz Drei Lilien“ stand ein gleichnamiges Gasthaus, das als erstes festes Theaterhaus in Halle und Umgebung galt. In diesem Bereich sind Theaterhaus, Zollhäuser und Gaststätten verschwunden; nur die Zollbrücke ist bis heute erhalten.
Passendorfer Gut
Der Vorläufer des späteren Rittergutes Passendorf ist ein auf diesem Gelände vom Deutschen Orden eingerichteter Wirtschaftshof, der um 1291 als „Mönchehof“ bezeichnet wird.
Anfang des 16. Jahrhunderts wurde an dieser Stelle ein freier Rittersitz mit hoher und niederer Gerichtsbarkeit errichtet.
Die Komtureigüter gelangten in den Besitz des Klosters Neuwerk und nach dessen Aufhebung in den erzbischöflichen Besitz des Kardinals Albrecht von Brandenburg. Dieser überließ das Gut 1531 seinem kinderlosen Kanzler Albrecht Christoph Cruschwitz, gen. Türck. Nach dessen Tod wechselte das Anwesen mehrfach den Besitzer. Viele Jahrzehnte ist es im Besitz der Familie von Goldstein; schließlich verkauft der letzte Vertreter, Carl Gottlob von Goldstein, 1761 das Rittergut an den Landjägermeister Rudolph von Boeltzig. 1889 erwirbt als letzter Privatbesitzer Familie Otto das Anwesen.
Nachdem das erste, um 1808 erbaute Gutshaus abgerissen wurde, entstand 1898 ein neues Gebäude im eklektizistischen Stil, das sogenannte, heute unter Denkmalschutz stehende Passendorfer Schlösschen.
Mit dem Aufbau Halle-Neustadts wurde das ehemalige Rittergutshaus Domizil für Kulturschaffende verschiedener Sparten. So befanden sich im Schlösschen, umbenannt in Klubhaus „Johannes R. Becher“, bis Anfang der 1990er Jahre eine Außenstelle des Konservatoriums, Arbeitsgruppen des Kulturbundes, Biergarten, Restaurant und auch eine Nachtbar.
Der 1990 gegründete Heimatbund Passendorf e. V., der sein Domizil im Gutshaus hatte, versuchte in den Jahren des Leerstands seit 1993 das Gutshaus vor dem Verfall zu retten.
Nachdem es seit den 1990er Jahren mehrfach zum Verkauf angeboten wurde, geht das Anwesen schließlich im Jahre 2008 in Privatbesitz über. Seit dieser Zeit laufen Sanierungs- und Baumaßnahmen. Neben Wohnungen im Gutshaus sind auf dem Gelände des Passendorfer Guts bereits weitere Wohnanlagen, auch für altersgerechtes Wohnen, errichtet worden.
Kirche Passendorf

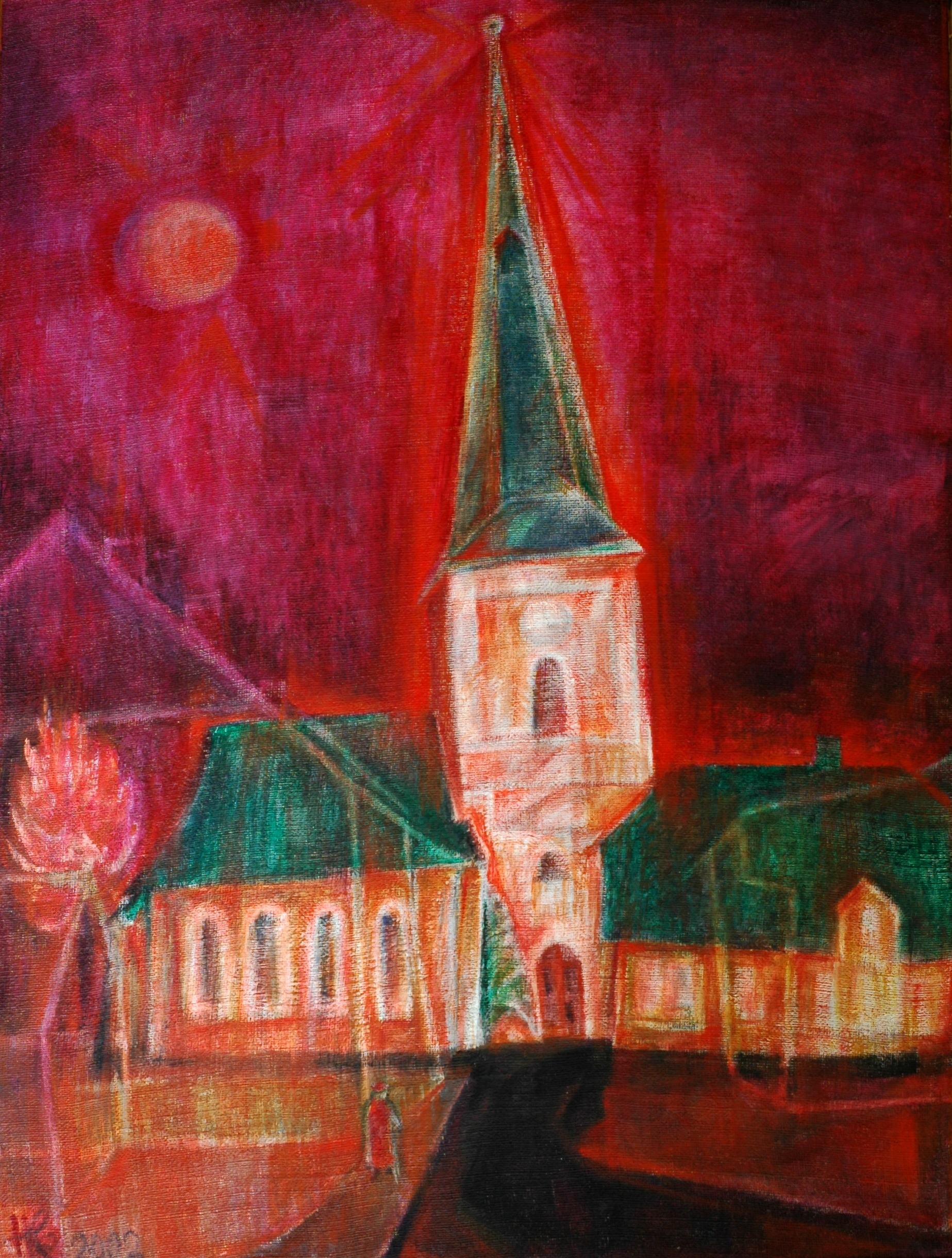
Dorfkirche Passendorf Heinz Kupfernagel

Die Passendorfer Kirche am Schulplatz wurde um 1723 erbaut und wird in der heutigen Zeit durch die evangelische Kirchengemeinde Halle-Neustadt genutzt. Ihre barocke Ausstattung ließ die Kirchenverwaltung in den 1960er Jahren entfernen.
Kastanienallee
In der Kastanienallee sind noch die Reste des verfallenen Gutshofs erkennbar.
Freiwillige Feuerwehr Halle-Passendorf
Die Freiwillige Feuerwehr Halle-Passendorf ist eine von zwölf Freiwilligen Feuerwehren in Halle. Sie existiert im Jahr 2015 bereits seit 140 Jahren.